# السقيفة (حريب)

تعديل مصدري - تعديل

السقيفة هي إحدى قرى عزلة ال عقيل بمديرية حريب التابعة لمحافظة مأرب، بلغ تعداد سكانها 157 نسمة حسب تعداد اليمن لعام 2004.